# مارغوت أونيل
مارغوت أونيل (بالإنجليزية: Margot O'Neill)‏ هي صحفية أسترالية، ولدت في 16 مايو 1958 في ليونغاثا ‏ في أستراليا.